# The Crow (film, 2024)
The Crow är en amerikansk superhjältefilm med premiär 2024. Den är regisserad av Rupert Sanders, med manus skrivet av Zach Baylin. Filmen är en remake på 1994 års långfilm med samma namn och är baserad på James O'Barrs tecknade serie med samma namn. I huvudrollen som Eric Draven / The Crow syns Bill Skarsgård. Han spelar mot FKA twigs som Shelly Webster.
Filmen hade biopremiär i Sverige den 30 augusti 2024, utgiven av Nordisk Film.

## Rollista (i urval)
- Bill Skarsgård – Eric Draven / The Crow
- FKA twigs – Shelly Webster (Erics flickvän/fästmö)
- Isabella Wei – Zadie

## Produktion
Planeringen av The Crow påbörjades redan i december 2008, då Stephen Norrington hade uttryckt sitt intresse av att skriva och regissera en så kallad "återuppfinning" av den första The Crow-filmen. Efter att ha gått igenom en minst sagt komplicerad produktionsprocess, där flera olika regissörer, manusförfattare och skådespelare har varit inblandade, kunde man under våren 2022 meddela att Bill Skarsgård hade fått rollen som Eric Draven, och att man hade anlitat Rupert Sanders som regissör.
Inspelningarna av filmen pågick i bland annat Tjeckiens huvudstad Prag, samt i tyska München, mellan juli och september 2022.